# Beth Moses
Natalie Beth Moses, nascuda Stubbings (29 de maig de 1969) és una enginyera i astronauta estatunidenca. Instructora d'astronautes per al programa Virgin Galactic's SpaceShipTwo, va ser la primera dona a volar a l'espai a bord d'una nau comercial, amb el vol VSS Unity VF-01 del 22 de febrer de 2019. Es va enlairar de nou l'11 de juliol de 2021 acompanyant aquesta vegada el bilionari anglès, i propietari de la companyia, Richard Branson.